# Bunker am Deisterplatz

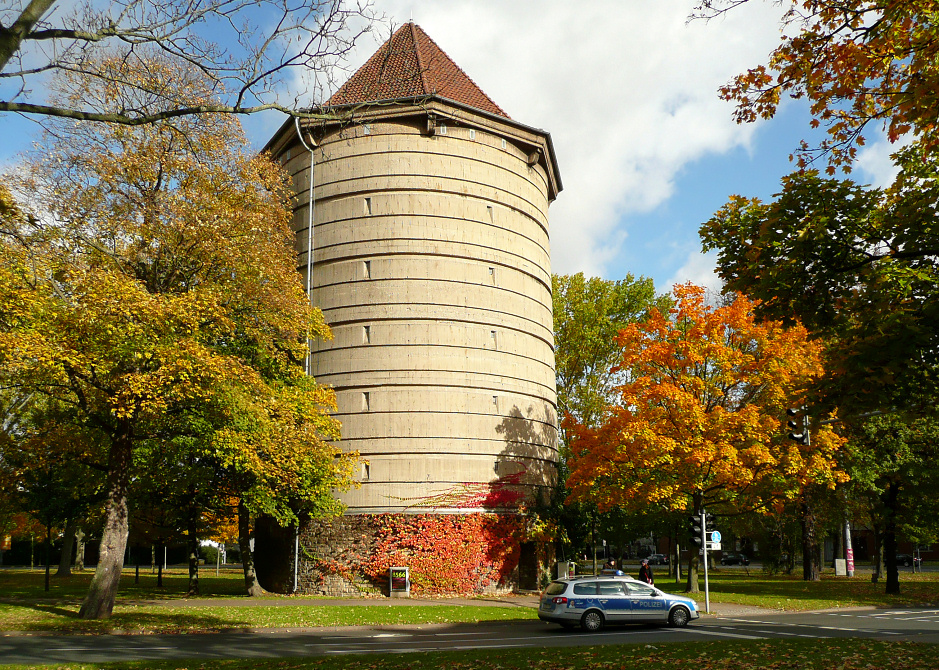
Der mehr als 30 Meter hohe Rundbunker am Deisterplatz in Linden

Der Bunker am Deisterplatz in Hannover war der erste von den rund 50 in Hannover während des Zweiten Weltkriegs errichteten Luftschutzbunkern, der unter Denkmalschutz gestellt wurde. Er wurde  Anfang der 1940er Jahre als Rundbunker auf der damaligen Grenze des Von-Alten-Parks und in Sichtweite der Hanomag errichtet. Heute befindet er sich inmitten des vielbefahrenen Verkehrskreisels Deisterplatz in Linden.

## Geschichte und Beschreibung
Der um 1940 oder 1941 auf dem Deisterplatz in Linden erbaute Rundbunker sollte mit Wandstärken zwischen 1,8 bis 2,5 Metern Schutzsuchende  während der Luftangriffe auf Hannover vor abgeworfenen Fliegerbomben schützen. Durch zwei Eingänge konnten Menschen bei Fliegeralarm in den etwa 32,5 Meter hohen und 14,2 Meter durchmessenden Hochbunker fliehen. Über eine spiralförmige Wendeltreppe konnten sie in die auf 8 Ebenen verteilten Aufenthaltsräume zwischen dem Treppenhaus und der Außenwand gelangen. Durch winzige Sehschlitze waren Blicke auf das Geschehen um das turmartige Gebäude möglich.
Direkt unter dem Dach des Bunkers war der Maschinenraum eingerichtet.